# Człopy
Człopy – wieś w Polsce położona w województwie łódzkim, w powiecie poddębickim, w gminie Uniejów.
Pierwsza wzmianka o jej istnieniu pochodzi z 1408 roku. 
W latach 1954–1959 wieś należała i była siedzibą władz gromady Człopy. W latach 1975–1998 miejscowość administracyjnie należała do województwa konińskiego.
We wsi funkcjonuje jednostka Ochotniczej Straży Pożarnej oraz Koło Gospodyń Wiejskich. 

## Zabytki
- Na północ od wsi zachowały się wały grodu funkcjonującego we wczesnym średniowieczu. Badania archeologiczne wykazały, że wały miały konstrukcję skrzyniową i na podstawie badania dendrochronologicznego stwierdzono, że grodzisko powstało niedługo po roku 900[6]. Grodzisko jest znane też pod nazwą Smulska Góra lub Ewinów.